# Мотман
Мотман или Човекът молец (на английски: Mothman) е названието, дадено на мистериозно създание, което е било наблюдавано между 12 ноември 1966 и декември 1967 г. в районите на Чарлстън и Пойнт Плезънт в Западна Вирджиния. Повечето очевидци го описват като същество с размерите на човек, което има големи рефлектиращи червени очи и огромни криле като на молец. Други го описват като безглаво, като очите му се намират на гърдите.
Съществуват множество хипотези, които се опитват да обяснят големия брой очевидци, като според някои това е масова заблуда и чисто съвпадение, а според други паранормално явление и конспиративна теория. Според някои очевидци Мотман е бил върху моста Силвър само часове преди трагедията в Пойнт Плезънт (около 17 часа на 15 декември 1967 г., в най-натовареното време от трафика, стоманените конструкции на дългия 214 метра мост не издържат на тежестта, срутва се за минути и десетки автомобили потъват в ледените води на река Охайо; умират 46 души).
На Мотман е посветена книгата на Джон Кийл „Предсказанията на Мотман“ от 1976. През 2002 излиза и филмът „Послания от мрака“ с участието на Ричард Гиър, който е създаден по книгата на Кийл.

## История
На 15 ноември 1966 г. две млади двойки от градчето Пойнт Плезънт, Роджър и Линда Скърбери и Стив и Мери Малет, пътували късно през нощта в колата на семейство Скърбери. Минавали покрай изоставена фабрика за тротил, която се намирала на около седем мили от Пойнт Плезънт, когато в далечината забелязали две червени светлини близо до стар генератор, намиращ се до вратите на фабриката. Те спрели колата и открили, че светлините всъщност били червените очи на голямо животно. Според Роджър Скърбери то имало „формата на човек, но по-високо, може би 6 – 7 фута (2.1336 метра), с големи крила свити зад гърба му“. Ужасени, те тръгнали по път 62, където, според тях, съществото ги преследвало със скорост около 100 мили в час (160,9344 километра в час) почти до началото на града. Веднага отишли до полицейския участък и разказали всичко на заместник Милард Халстед, който по-късно в интервю казва: „Познавам тези хлапета от малки. Никога не са се забърквали в неприятности, въпросната вечер изглеждаха много уплашени и приех всичко много насериозно“.
В съобщения от 24 ноември се твърди, че още четири души са видели съществото да лети над изоставената фабрика за тротил.
Сутринта на 25 ноември Томас Ури карал по път 62 северно от фабриката за тротил. Той твърди, че видял съществото да стои в полето. След това то разперило крила и започнало да лети близо до колата му.
Според слуховете на 26 ноември госпожа Рут Фостър видяла Мотман да стои на предната ливада, но щом съпругът ѝ излязъл да провери, съществото било изчезнало. Сутринта на 27 ноември съществото било забелязано от млада жена близо до градчето Мейсън в Западна Вирджиния, същата нощ две деца също казали, че са го видели.
Бил забелязан в Чернобил ден преди експлозията.